# Let's Get Blown
Let's Get Blown è un brano musicale rap-R&B di Snoop Dogg, secondo singolo estratto dall'album R&G (Rhythm & Gangsta) The Masterpiece, prodotto dai The Neptunes e registrato con la partecipazione di Pharrell, e Keyshia Cole non accreditata.
Pur non ottenendo l'enorme successo del precedente singolo Drop It like It's Hot, il brano ottiene un buon riscontro di pubblico, riuscendo ad entrare nella top 20 delle classifiche di diversi paesi.
La canzone utilizza un'interpolazione di Watching You degli Slave, già utilizzata nel precedente singolo Gin and Juice. Nel 2005 il brano ha ottenuto una nomination ai Grammy Award come "migliore produzione dell'anno" (la nomination era per i The Neptunes).

## Tracce
CD-Single
1. Let's Get Blown (Radio Edit) - 3:50
2. Let's Get Blown (Explicit) - 4:40
3. Let's Get Blown (Instrumental) - 4:40

Vinile 12" Remix
A Let's Get Blown (DirtDiggers 'Crowd Pleaser' Main Mix)
B1 Let's Get Blown (DirtDiggers 'Just Pharell' Dub)
B2 Let's Get Blown(DirtDiggers Radio Edit)

## Classifiche
| Classifica                       | Posizione |
| -------------------------------- | --------- |
| Billboard Hot 100                | 54        |
| Billboard Hot R&B/Hip Hop Songs  | 19        |
| Billboard Hot Rap Tracks         | 12        |
| Rhythmic Top 40                  | 26        |
| Radio+Records Airplay - Rhythmic | 26        |
| Radio+Records Airplay - Urban    | 16        |
| Regno Unito                      | 13        |
| Irlanda                          | 16        |
| Svizzera                         | 22        |
| Nuova Zelanda                    | 19        |
| Italia                           | 26        |
| Sudafrica                        | 1         |
| Grecia                           | 15        |
| Finlandia                        | 18        |